# Aeropuerto T1-T2-T3
Aeropuerto T1-T2-T3 is een metrostation in de Spaanse hoofdstad Madrid. Het is onderdeel van de metro van Madrid. Langs het station rijdt lijn 8.
Het metrostation bedient de terminals 1, 2 en 3 van Luchthaven Madrid-Barajas. In 1999 werd het station geopend. In 2007 werd lijn 8 verlengd naar halte T4.
Er is een toeslag vereist om van/naar het station te reizen.

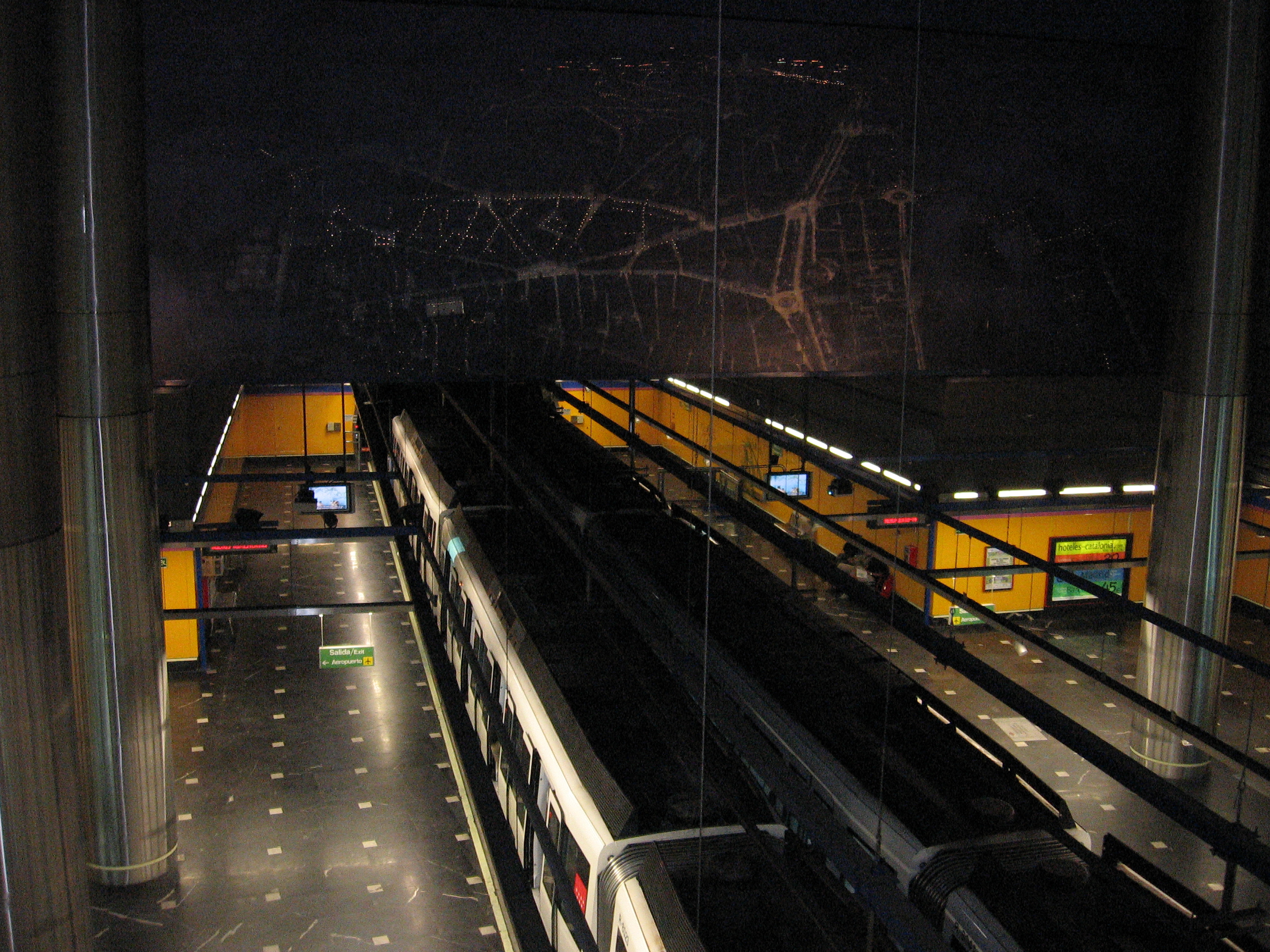
Zicht op de perrons en daarboven kunstwerk met verlicht Madrid